# Montigny-sur-Avre
Montigny-sur-Avre is een gemeente in het Franse departement Eure-et-Loir (regio Centre-Val de Loire) en telt 256 inwoners (2004). De plaats maakt deel uit van het arrondissement Dreux.

## Geografie
De oppervlakte van Montigny-sur-Avre bedraagt 7,3 km², de bevolkingsdichtheid is 35,1 inwoners per km².
De onderstaande kaart toont de ligging van Montigny-sur-Avre met de belangrijkste infrastructuur en aangrenzende gemeenten.

## Demografie
Onderstaande figuur toont het verloop van het inwonertal (bron: INSEE-tellingen).